# Pleiade (mitologie)
Pleiadele erau însoțitoarele lui Artemis, au fost cele șapte fiice ale titanului Atlas cu Pleione, sirena născută pe muntele Cyllene. În altă versiune din care nu a mai rămas decât un fragment erau Amazoane. Ele sunt surori cu Calypso, Hyas, Hyadele și cu Hesperidele. Împreună cu cele șapte Hyade erau numite Atlantide, Dodonide sau Nysiade.

## Cele șapte surori

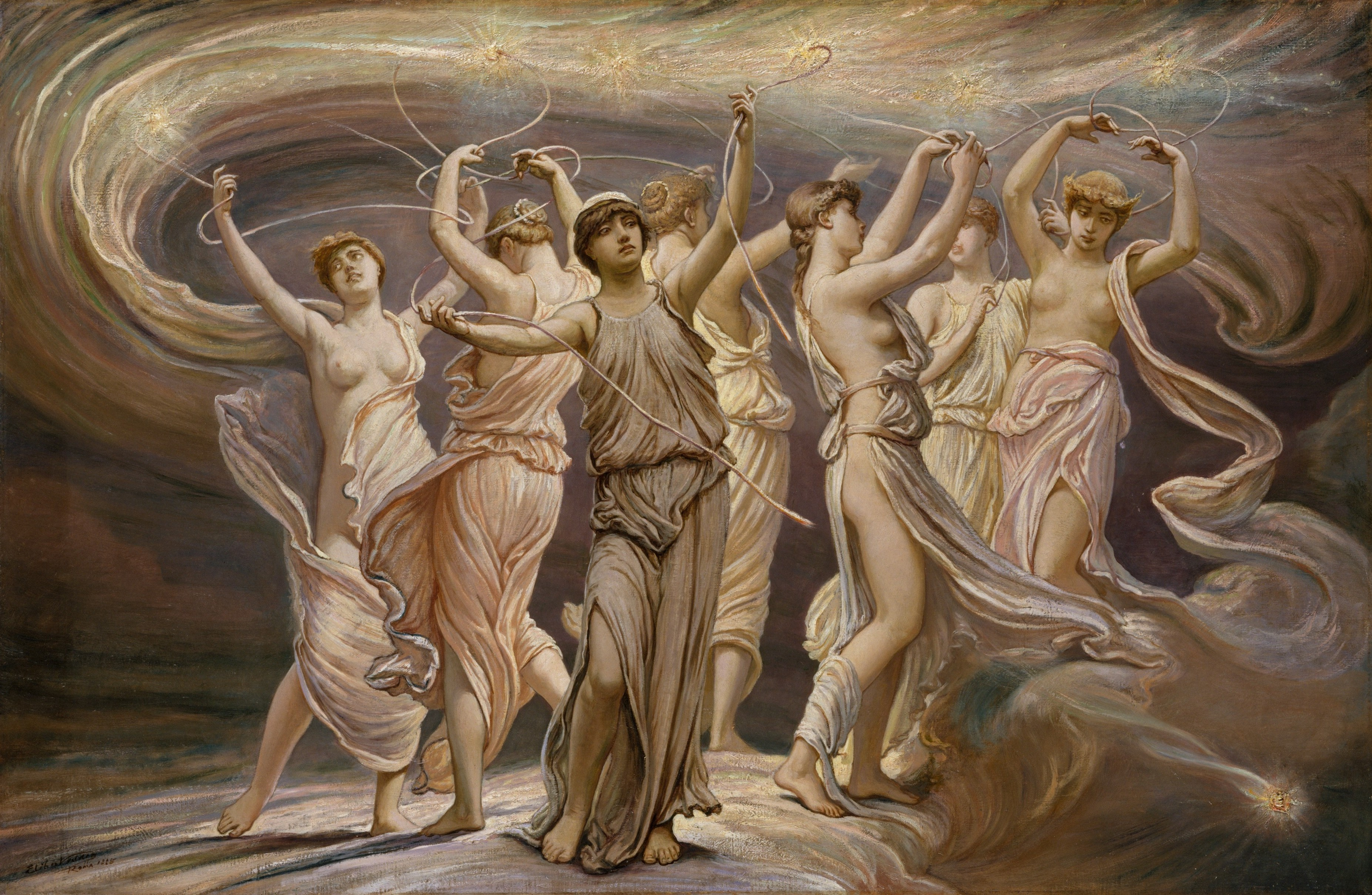
Pleiadele (1885) pictură de Elihu Vedder

- Maia (Μαῖα), al cărei nume poate să însemne „moașă”, era mama lui Hermes, fiul lui Zeus
- Electra (Ἠλέκτρα), mama lui Dardanos și Iasion, fiii lui Zeus
- Taigete (Ταϋγέτη), mama lui Lacedemon, fiul lui Zeus
- Alcione (Ἀλκυόνη), mama lui Hirieu, Hiperenor și Etusa, copiii lui Poseidon
- Celeno (Κελαινώ), al cărui nume înseamnă „cea întunecată” sau „cea posomorâtă” mama lui Licos, Nicteu,[2] Triton și Euripilus, copiii lui Poseidon, și a lui Licus și Himereu, fiii lui Prometeu
- Sterope (Στερόπη) (sau „Asterope”), mama lui Enomaos, fiul lui Ares
- Merope (Μερώπη), cea mai tânără dintre Pleiade, soția lui Sisif

## Merope și Sisif
Dintre cele șapte surori, șase s-au unit cu zei: Maia, Electra și Taigete cu Zeus, Alcione și Celeno cu Poseidon, Sterope cu Ares. Doar Merope s-a căsătorit cu un muritor, Sisif. Steaua ei din roiul stelar Pleiade strălucește mai slab, din cauză că i-ar fi rușine de mariajul ei sau din cauză că a ales să devină și ea muritoare.

## Transformarea în aștri
1. Orion: Într-o zi, Pleiadele și cu mama lor, Pleione, au fost zărite de Orion, care se îndrăgosti nebunește. Le urmări timp de cinci ani fără succes și la sfârșit toate fură preschimbate în porumbei. De milă, Zeus le schimbă în aștri.[1]
2. Titanomahia: după războiul titanilor cu zeii, de suferință că Atlas fusese osândit să poarte bolta cerească, Pleiadele au devenit stele[1]
3. Hias: Și Pleiadele și Hiadele fură transformate în stele după ce fratele lor Hias fu mușcat și omorât de un șarpe[1] sau de un leu[necesită citare]

- Neamul regilor troieni se trage din Electra, prin fiul ei, Dardanos. Ca urmare a căderii Troiei, de durere, aceasta și-a părăsit familia pe bolta cerească și s-a transformat într-o cometă.

## Element artistic
- În Iliada de Homer, Patrocle este omorât și armura și armele pe care le luase de la Ahile ajung la troieni. La rugămințile lui Tetis, Hefaistos îi face altele noi lui Ahile și un scut împodobit cu constelația Pleiadelor, printre altele. [3] Cupa lui Nestor[necesită citare] erau de asemenea împodobită cu Pleiadele
- În opera lui Euripide, Pleiadele apar pictate pe o tapiserie în Ion[4] și pe scutul lui Ahile, în Electra[4]
- Alături de Orion, apar pe o oglindă de origine etruscă din Palestrina